# (474028) 2016 GD132
(474028) 2016 GD132 es un asteroide perteneciente al cinturón de asteroides, descubierto el 19 de diciembre de 2004 por el equipo del Mount Lemmon Survey desde el Observatorio del Monte Lemmon, Arizona, Estados Unidos.

## Designación y nombre
Designado provisionalmente como 2016 GD13.

## Características orbitales
2016 GD132 está situado a una distancia media del Sol de 2,306 ua, pudiendo alejarse hasta 2,529 ua y acercarse hasta 2,083 ua. Su excentricidad es 0,096 y la inclinación orbital 7,316 grados. Emplea 1279 días en completar una órbita alrededor del Sol.

## Características físicas
La magnitud absoluta de 2016 GD132 es 17,373.